# Emberiza lathami
Emberiza lathami é uma espécie de ave da família Emberizidae.
Pode ser encontrada nos seguintes países: Bangladesh, Butão, China, Índia, Laos, Myanmar, Nepal, Paquistão, Tailândia e Vietname.
Os seus habitats naturais são: campos de gramíneas subtropicais ou tropicais secos de baixa altitude.